# Chrysler Town & Country
Chrysler Town & Country è il nome associato a diverse automobili prodotte dal gruppo Chrysler che sono state commercializzate in Nord America e in altri paesi. Dal 1941 al 1950 tale nome venne dato a modelli di autovettura woody, cioè con parti in legno. Dal 1951 al 1988 è invece stato associato alle versioni familiari di alcuni modelli, mentre dal 1990 al 2007 è stato dato alla versione statunitense della monovolume Chrysler Voyager. Dal 2008 è invece associato alla versione nordamericana della Lancia Voyager.

## Storia

### 1941–1950
La prima versione della Town & Country è stata introdotta dalla Chrysler nel 1941. Era una familiare con parti in legno associata alla Windsor. Venne prodotta fino al 1942 in circa 1.000 esemplari. Dopo la pausa dovuta alla scoppio della seconda guerra mondiale la produzione riprese nel 1946. Questa volta il nome Town & Country venne associato a versioni berlina, coupé e cabriolet sempre caratterizzate da parti in legno. La produzione terminò definitivamente nel 1950. 

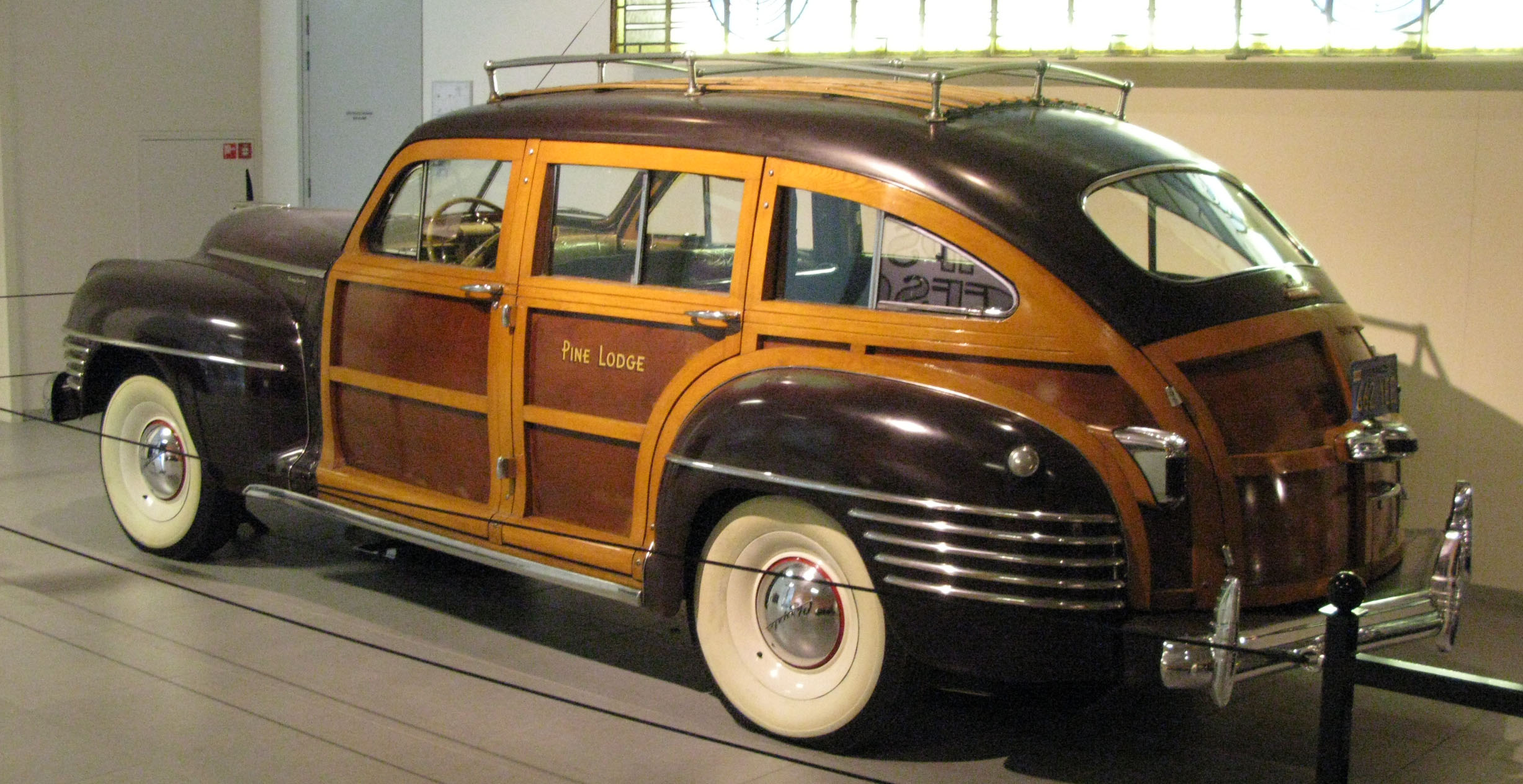
Una Chrysler Town & Country familiare del 1942
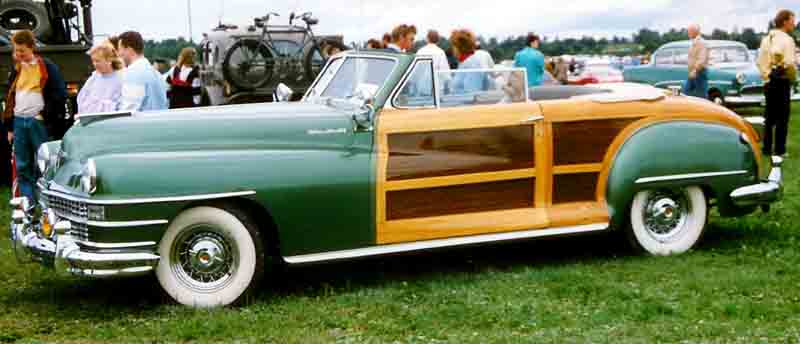
Una Chrysler Town & Country cabriolet del 1948.

### 1950–1977
Dal 1951 il nome Town & Country venne associato a versioni familiari con trazione posteriore aventi un corpo vettura interamente in acciaio. Era la versione familiare dei modelli Windsor, Saratoga, Newport e New Yorker. Tali versioni furono offerte in modo discontinuo. 

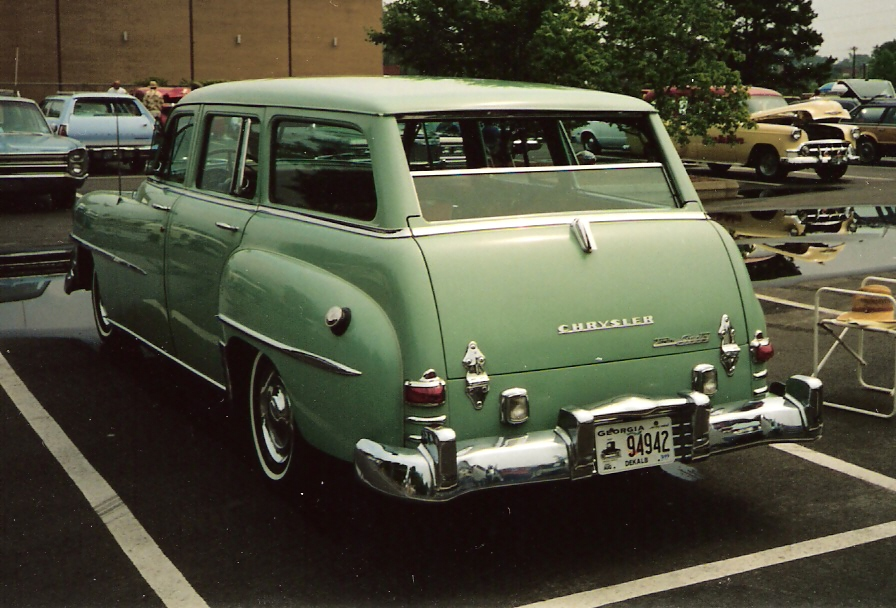
Una Chrysler Windsor Town & Country del 1952
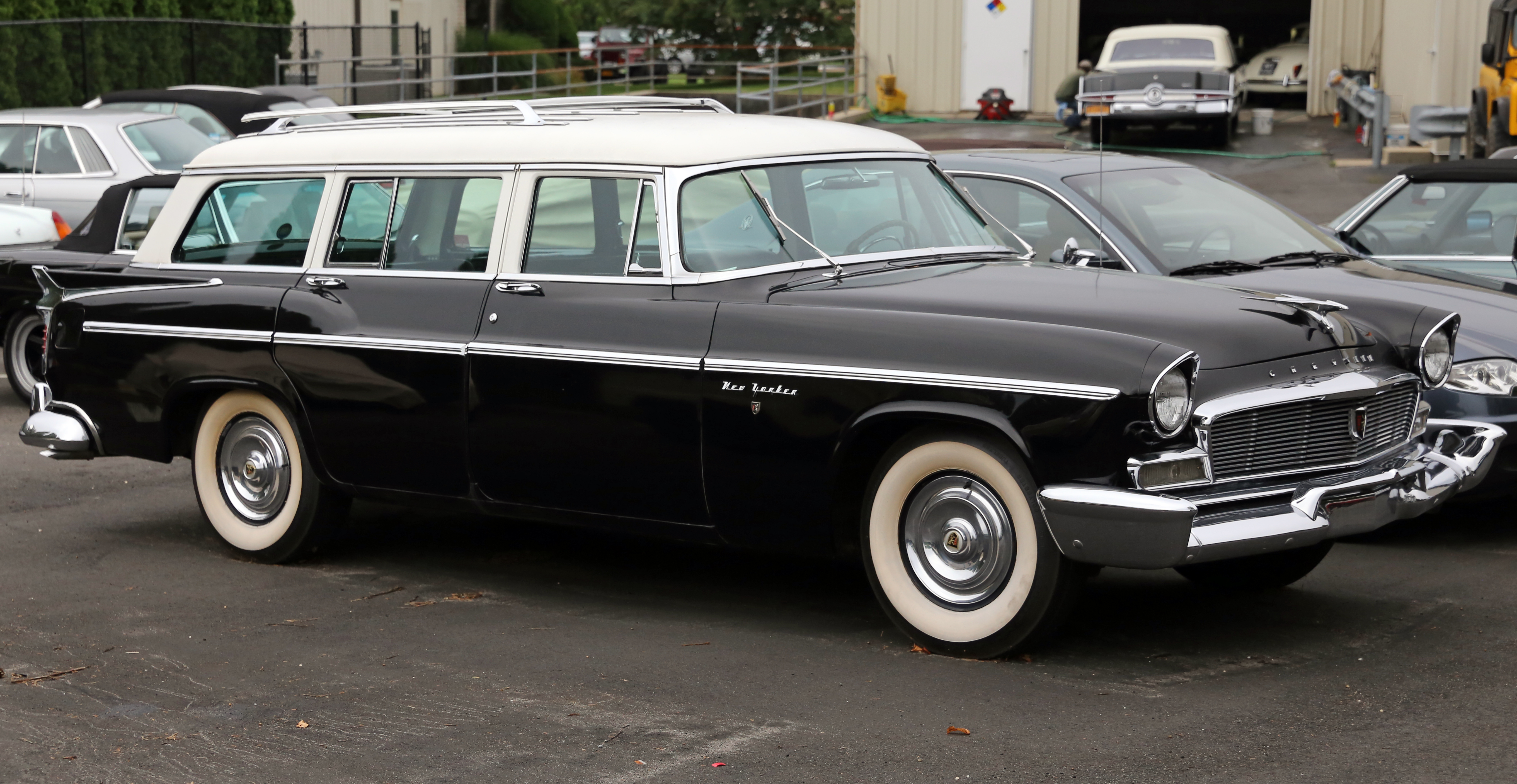
Una Chrysler New Yorker Town & Country del 1956
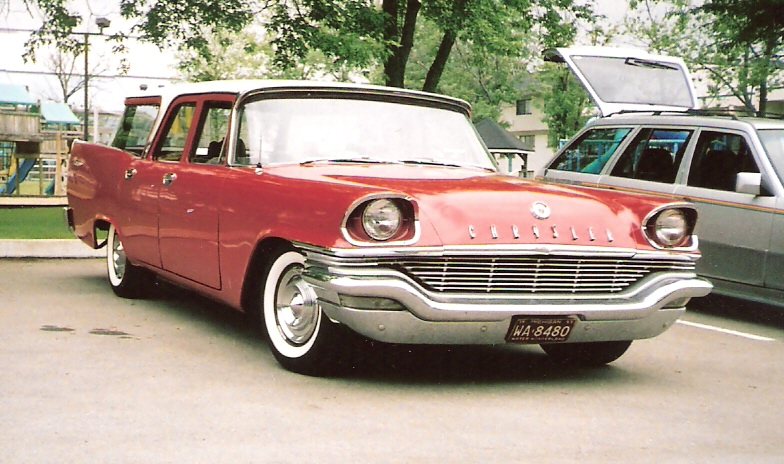
Una Chrysler Windsor Town & Country del 1957
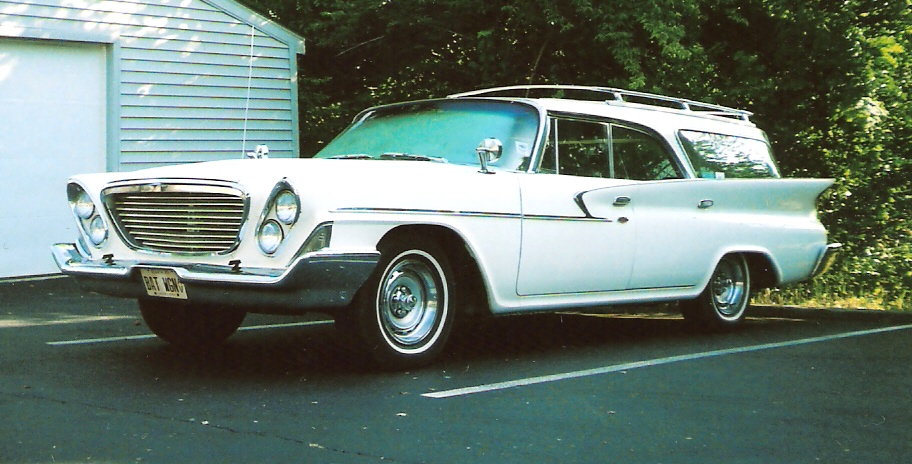
Una Chrysler Newport Town & Country del 1961
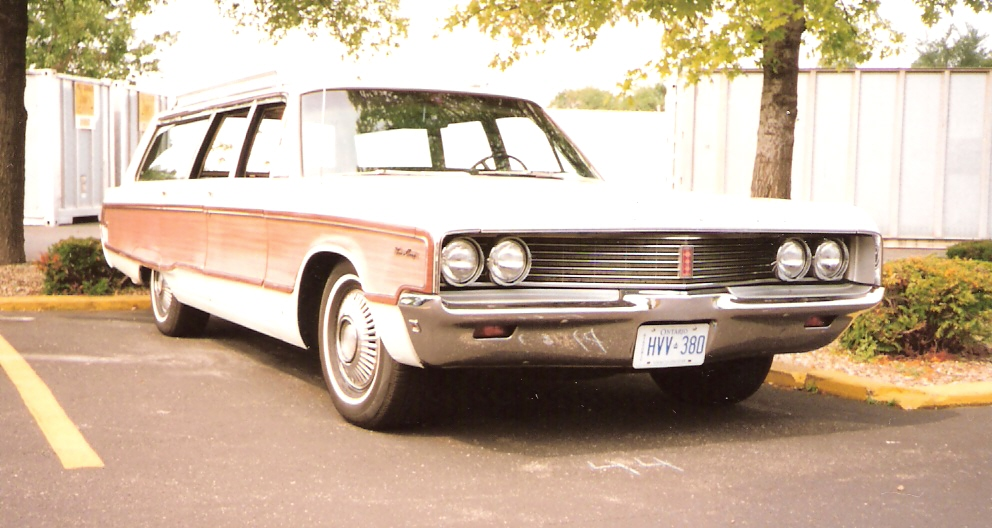
Una Chrysler Newport Town & Country del 1968

### 1977–1981
Nel 1978 la Chrysler ridusse in modo significativo le dimensioni ed il peso dei propri modelli familiari. La Town & Country, in particolare, fu accorciata di 700 mm e alleggerita di 800 kg rispetto alle vetture antenate. La Town & Country dal 1978 diventò la versione familiare della Chrysler LeBaron. Era basata sulla Dodge Aspen e sulla Plymouth Volare. I motori disponibili erano tre, un sei cilindri da 3,7 L, un V8 da 5,2 L ed un V8 da 5,9 L. 

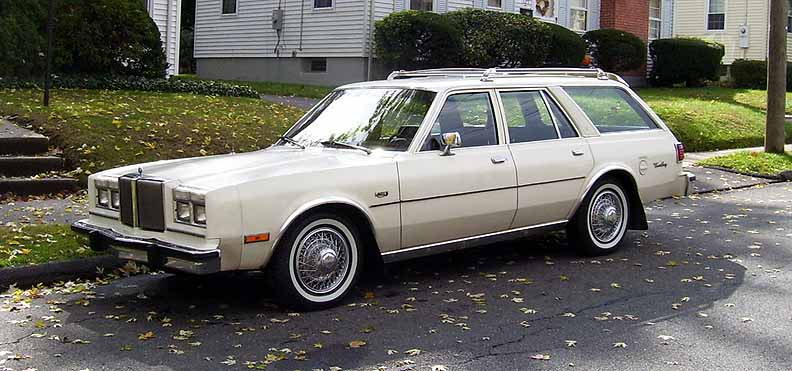
Una Chrysler LeBaron Town & Country del 1980

### 1981-1988
Dal 1981 al 1988 il nome Town & Country fu associato sempre alla LeBaron, ma questa volta ad una versione familiare a trazione anteriore. Il modello era caratterizzato da pannelli in finto legno posizionati sulle fiancate. Per rievocare il modello degli anni quaranta, nel 1983 ne fu lanciata una versione cabriolet. Anch'essa era provvista dei citati pannelli in finto legno. 

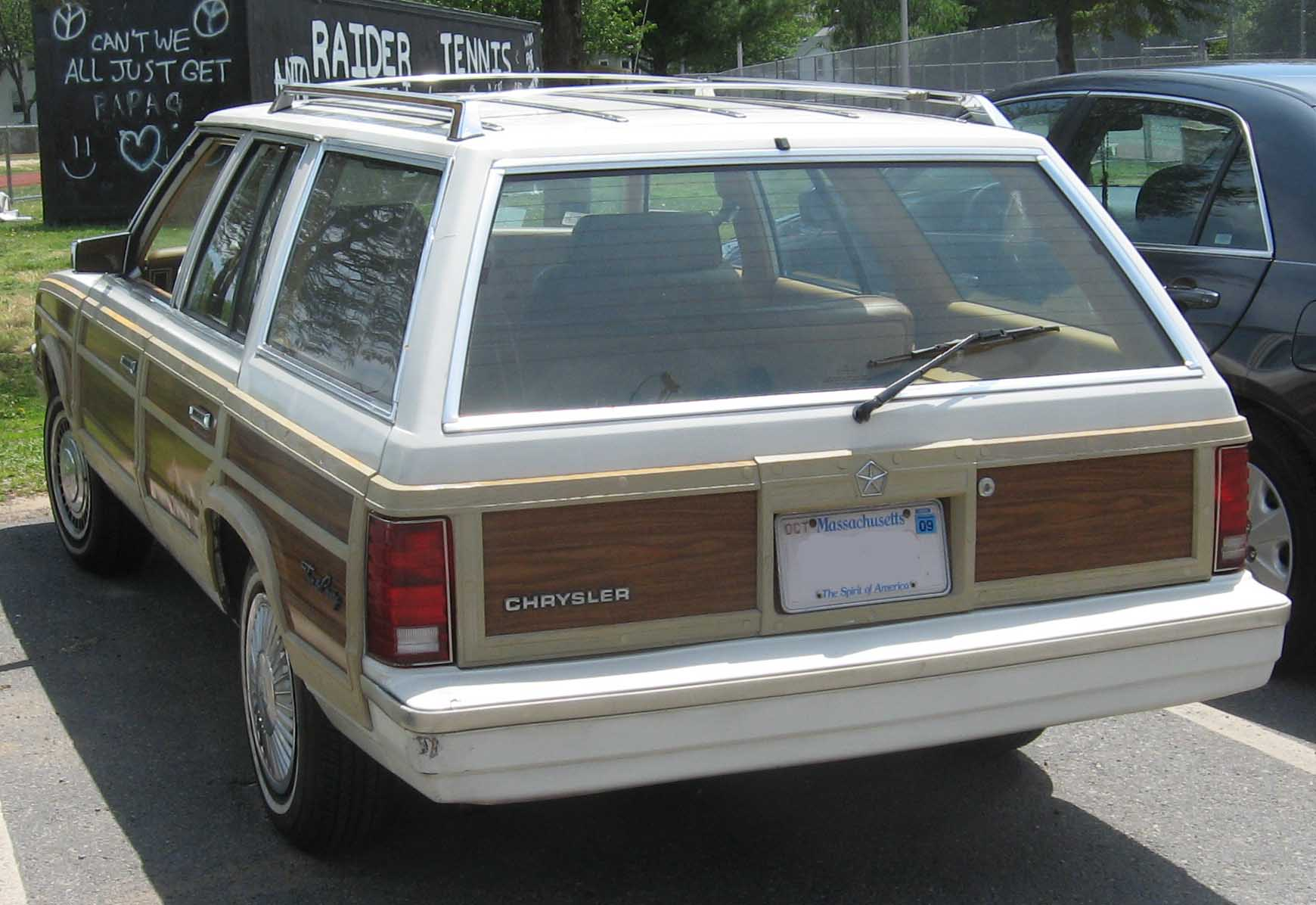
Una Chrysler LeBaron Town & Country prodotta dal 1982 al 1988

### 1989-2016
Dal 1989 al 2016 il nome di Town & Country è associato ad una carrozzeria monovolume. Dal 1990 al 2007 la vettura è stata collegata a due modelli omologhi del gruppo, la Plymouth Voyager e la Dodge Caravan. In Europa, dal 1990 al 2007, la Town & Country è stata venduta come Chrysler Voyager. Dal 2008 il modello, in Europa, è stato invece commercializzato come Chrysler Grand Voyager (fino al 2011) e Lancia Voyager (dal 2011 al 2014). Nel 2011 la vettura è stata oggetto di un facelift. 

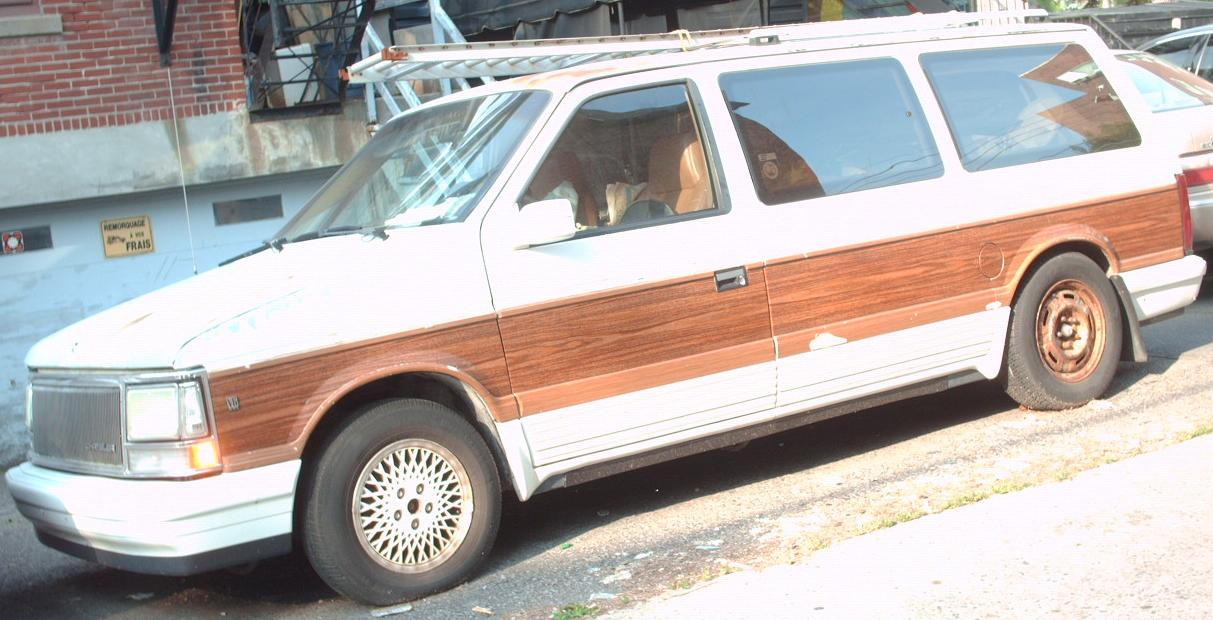
Una Chrysler Town & Country del 1990
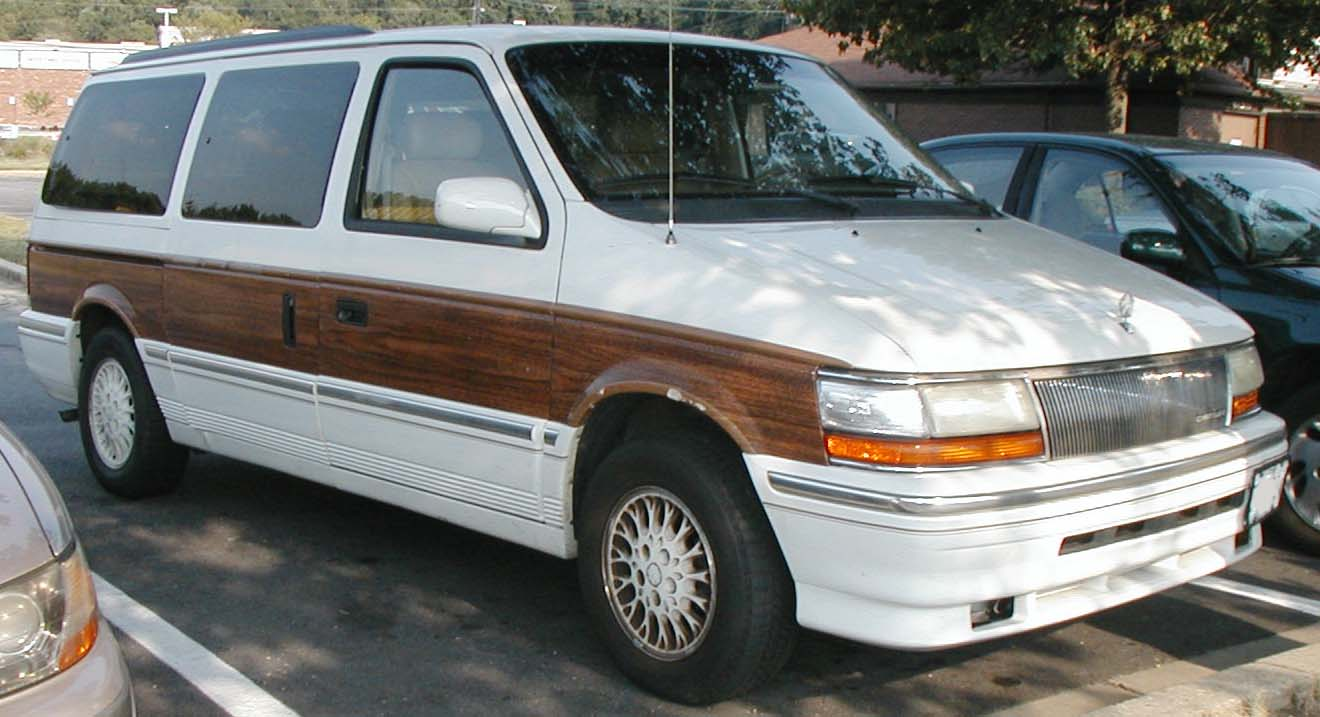
Una Chrysler Town & Country del 1993
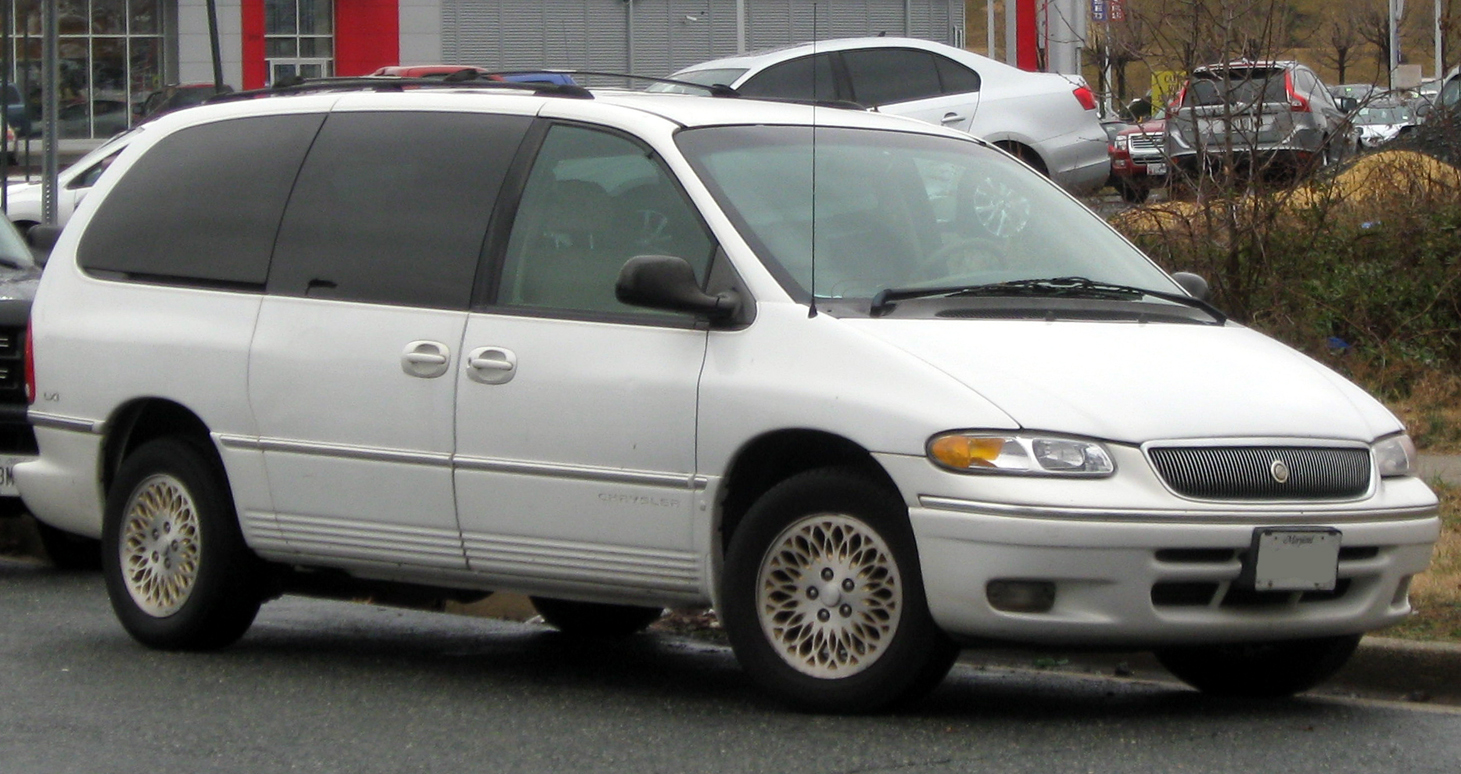
Una Chrysler Town & Country del 1996
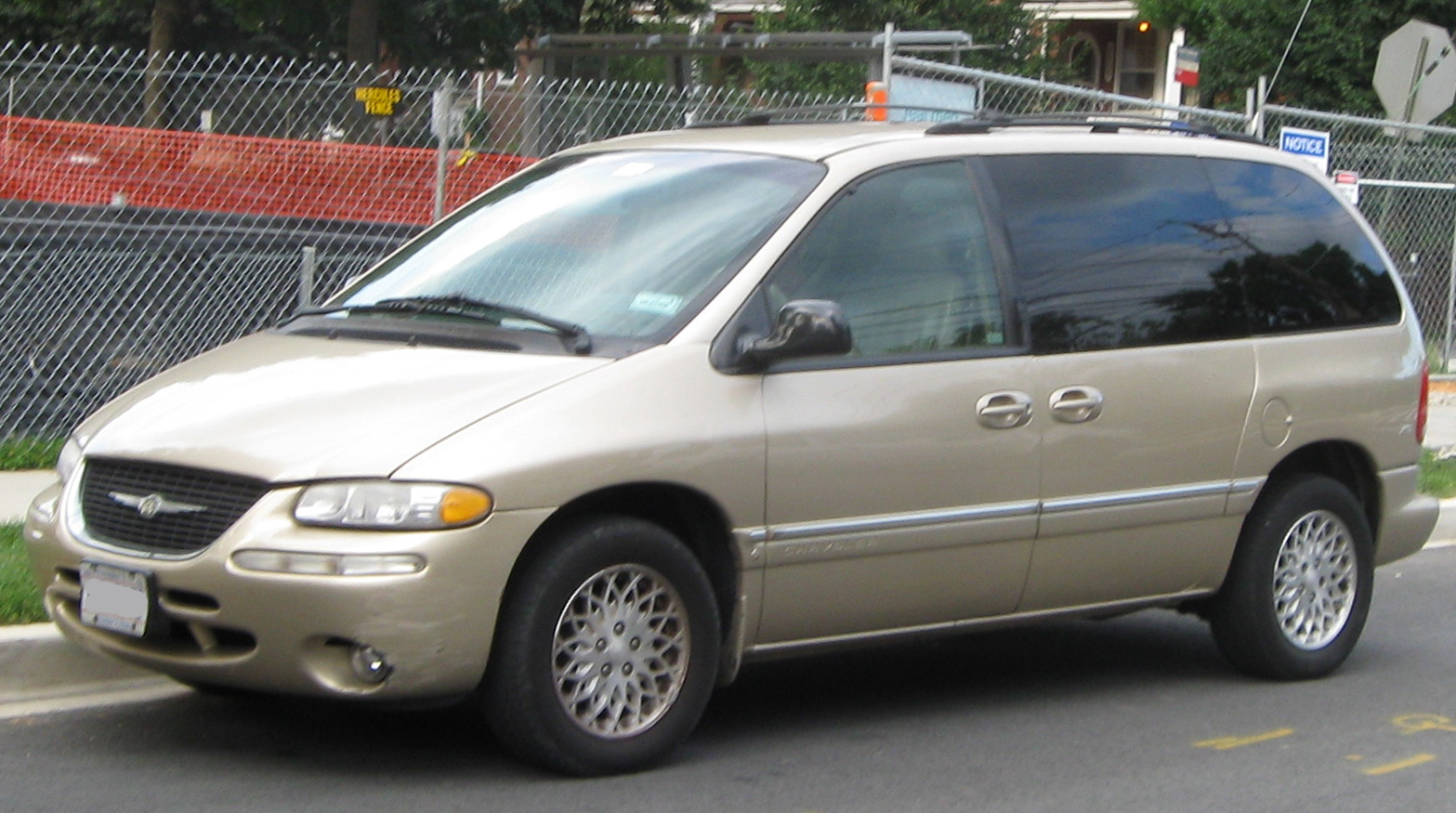
Una Chrysler Town & Country del 1999
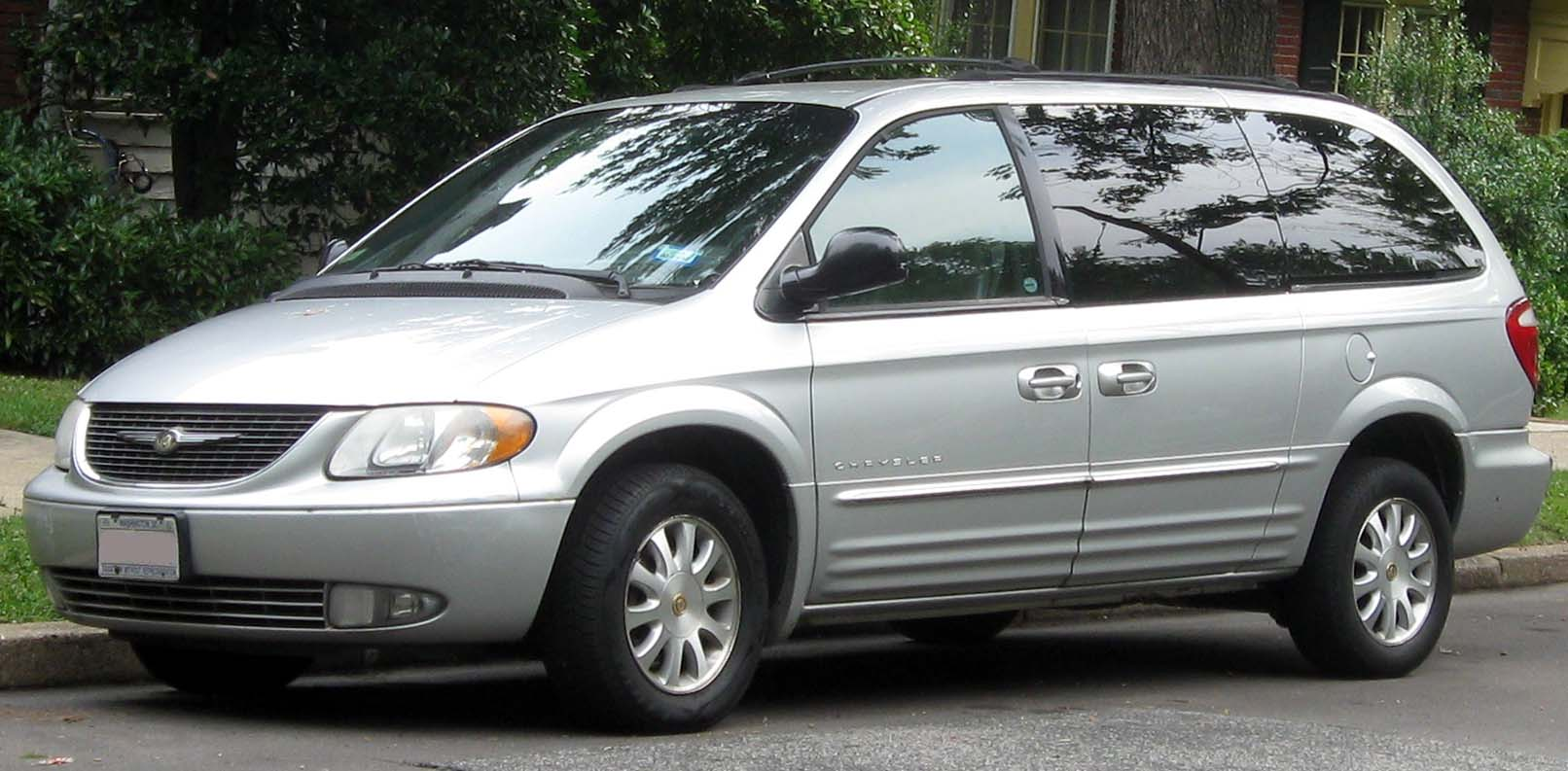
Una Chrysler Town & Country del 2001
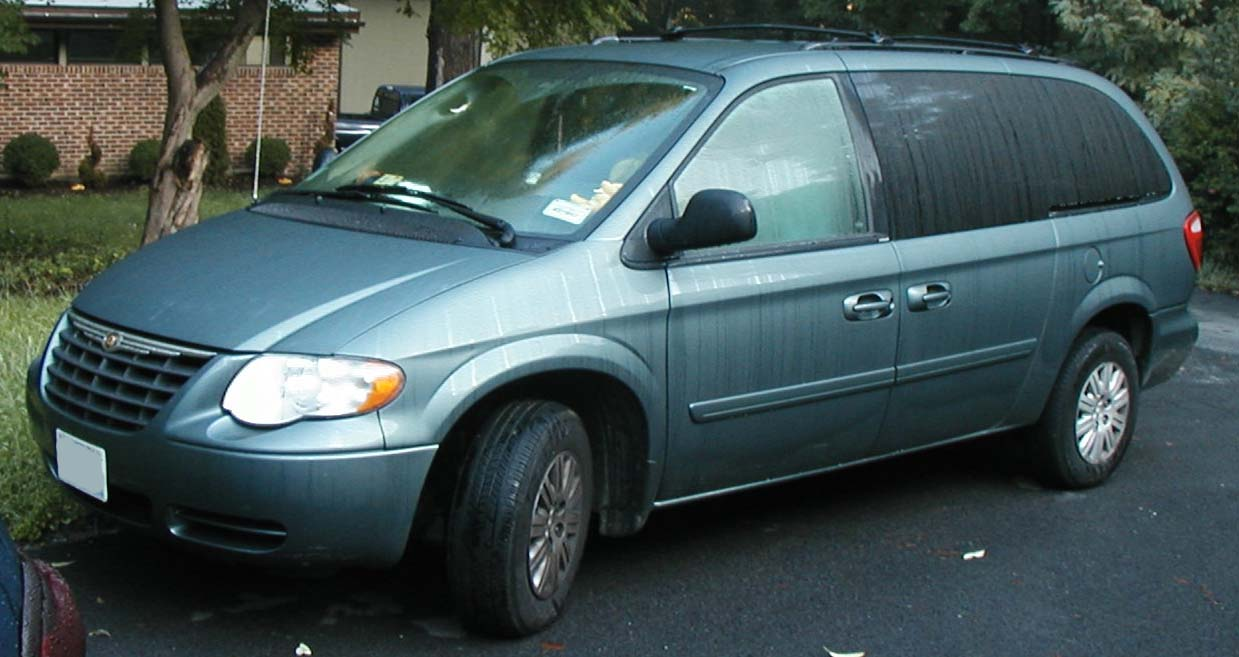
Una Chrysler Town & Country del 2006
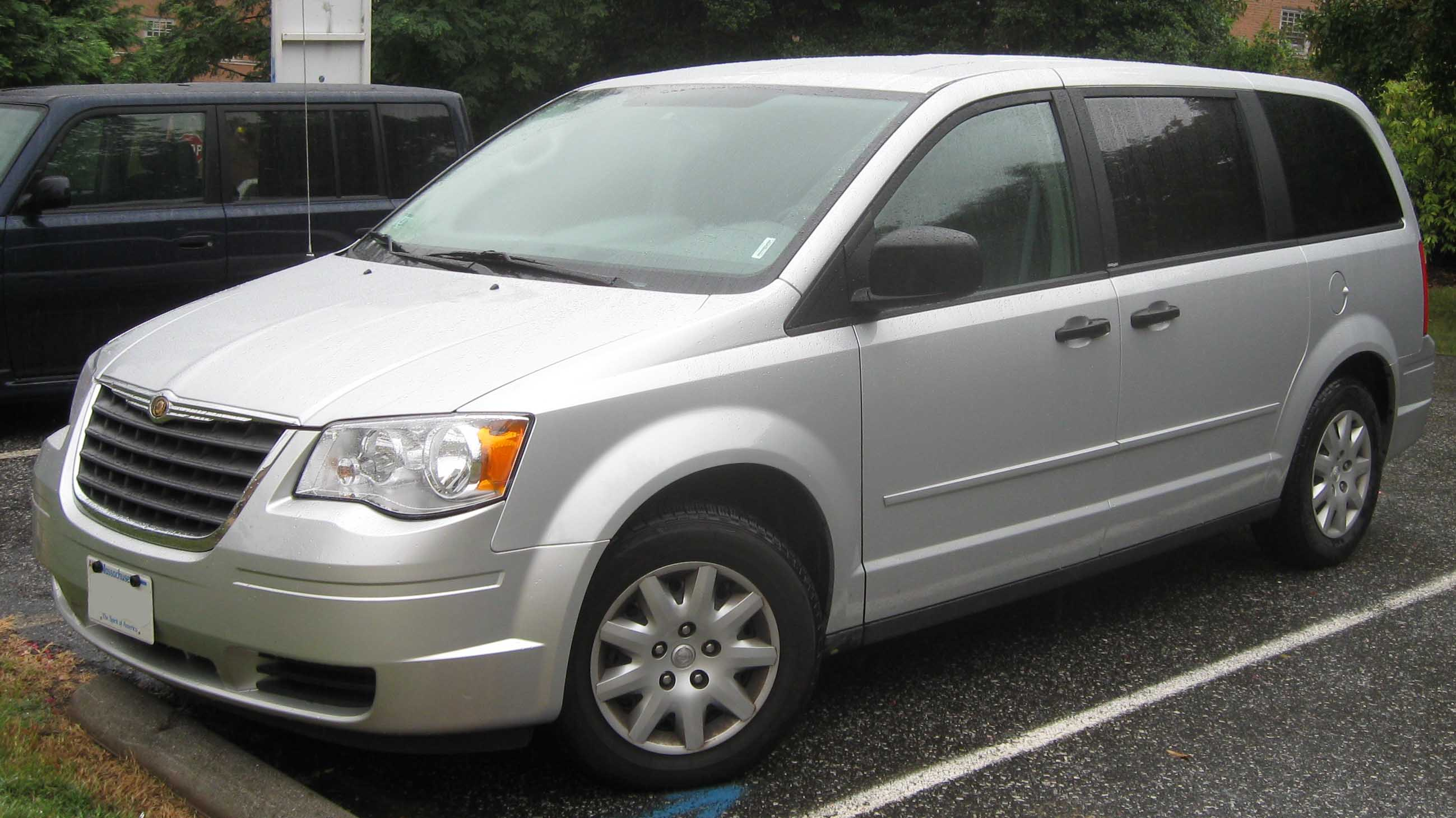
Una Chrysler Town & Country LX del 2008
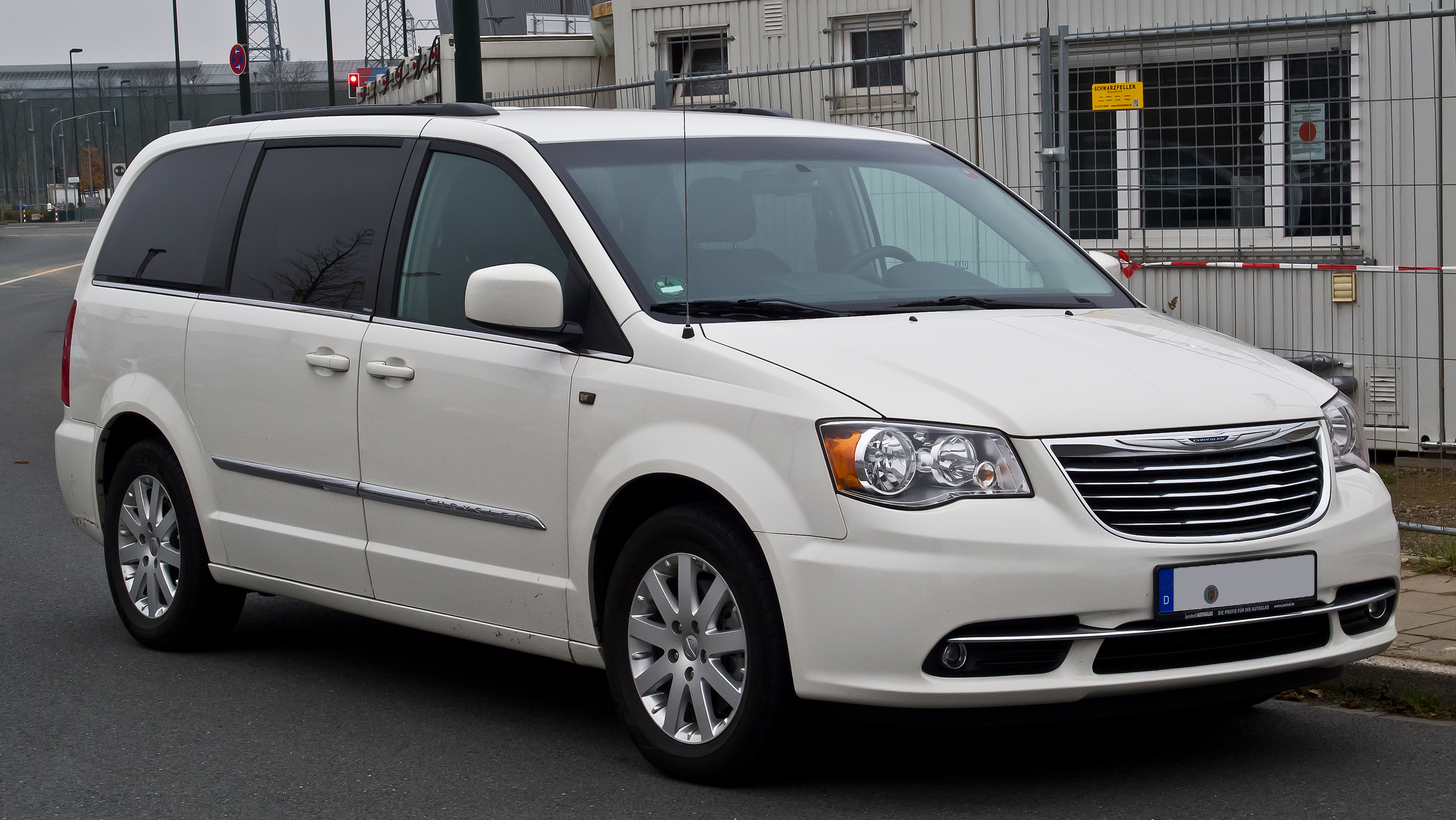
Una Chrysler Town & Country del 2011